# Diso
Diso är en ort och kommun i provinsen Lecce i regionen Apulien i Italien. Kommunen hade 2 962 invånare (2017).